# János Csonka

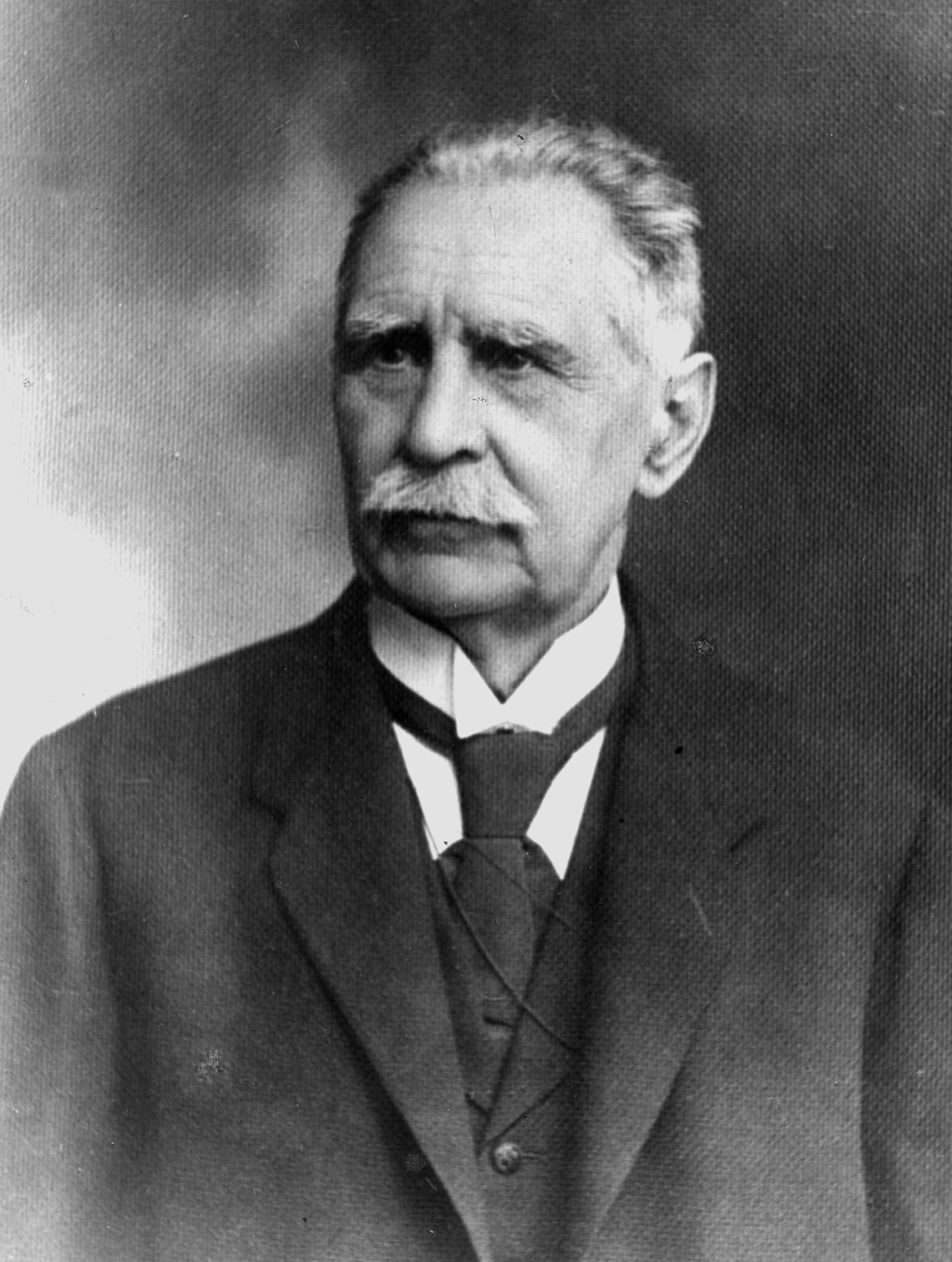
János Csonka.

János Csonka (Szeged, 22 de enero de 1852 - Budapest, 27 de octubre de 1939) fue un ingeniero húngaro, coinventor del carburador para el motor estacionario junto con Donát Bánki, patentado el 13 de febrero de 1893.

## Vida
Csonka, autodidacta en muchos campos, no tenía título universitario, pero se convirtió en una de las figuras más importantes de la industria de la ingeniería húngara y con el carburador contribuyó en gran medida al desarrollo técnico en el mundo. Estudió el motor Lenoir en París en 1874 y allí reconoció las perspectivas del motor de combustión interna. A los 25 años se convirtió en director del taller de formación de la Universidad de Tecnología y Economía de Budapest, donde contrató a trabajadores cualificados por su cuenta, lo que le permitió utilizar el taller para sus experimentos. Csonka se jubiló a la edad de 73 años y presentó su última solicitud de patente a la edad de 84 años.

## Inventos
Como jefe del taller en 1879, Csonka inventó el primer motor de gas húngaro, varios otros motores y vehículos, incluido el primer triciclo a motor y el primer automóvil postal del correo húngaro, que se utilizaron durante décadas. En la década de 1890, Csonka y Donát Bánki produjeron el motor Bánki-Csonka y la primera motocicleta y barco a motor húngaros.